# Vallabrix
Vallabrix est une commune française située dans l'est du département du Gard, en région Occitanie.
Exposée à un climat méditerranéen, elle est drainée par l'Alzon et par un autre cours d'eau. La commune possède un patrimoine naturel remarquable composé d'une zone naturelle d'intérêt écologique, faunistique et floristique.
Vallabrix est une commune rurale qui compte 415 habitants en 2022, après avoir connu une forte hausse de la population depuis 1975.  Elle fait partie de l'aire d'attraction d'Uzès. Ses habitants sont appelés les Vallabrixois ou  Vallabrixoise.
Le patrimoine architectural de la commune comprend un immeuble protégé au titre des monuments historiques : le château, inscrit en 1997.

## Géographie
Le village de Vallabrix est situé à 8 km d'Uzès et 20 km de Bagnols-sur-Cèze.
|                          | La Bastide-d'Engras    | Pougnadoresse           |
| Saint-Quentin-la-Poterie | Vallabrix              | La Capelle-et-Masmolène |
|                          | Saint-Victor-des-Oules |                         |

### Climat
Pour des articles plus généraux, voir Climat de l'Occitanie et Climat du Gard.
En 2010, le climat de la commune est de type climat méditerranéen franc, selon une étude s'appuyant sur une série de données couvrant la période 1971-2000. En 2020, Météo-France publie une typologie des climats de la France métropolitaine dans laquelle la commune est exposée à un climat méditerranéen et est dans la région climatique Provence, Languedoc-Roussillon, caractérisée par une pluviométrie faible en été, un très bon ensoleillement (2 600 h/an), un été chaud (21,5 °C), un air très sec en été, sec en toutes saisons, des vents forts (fréquence de 40 à 50 % de vents > 5 m/s) et peu de brouillards.
Pour la période 1971-2000, la température annuelle moyenne est de 13,4 °C, avec une amplitude thermique annuelle de 17,2 °C. Le cumul annuel moyen de précipitations est de 825 mm, avec 6,3 jours de précipitations en janvier et 3,2 jours en juillet. Pour la période 1991-2020, la température moyenne annuelle observée sur la station météorologique la plus proche, située sur la commune de Cavillargues à 7 km à vol d'oiseau, est de 14,1 °C et le cumul annuel moyen de précipitations est de 845,8 mm,. Pour l'avenir, les paramètres climatiques de la commune estimés pour 2050 selon différents scénarios d'émission de gaz à effet de serre sont consultables sur un site dédié publié par Météo-France en novembre 2022.

### Milieux naturels et biodiversité

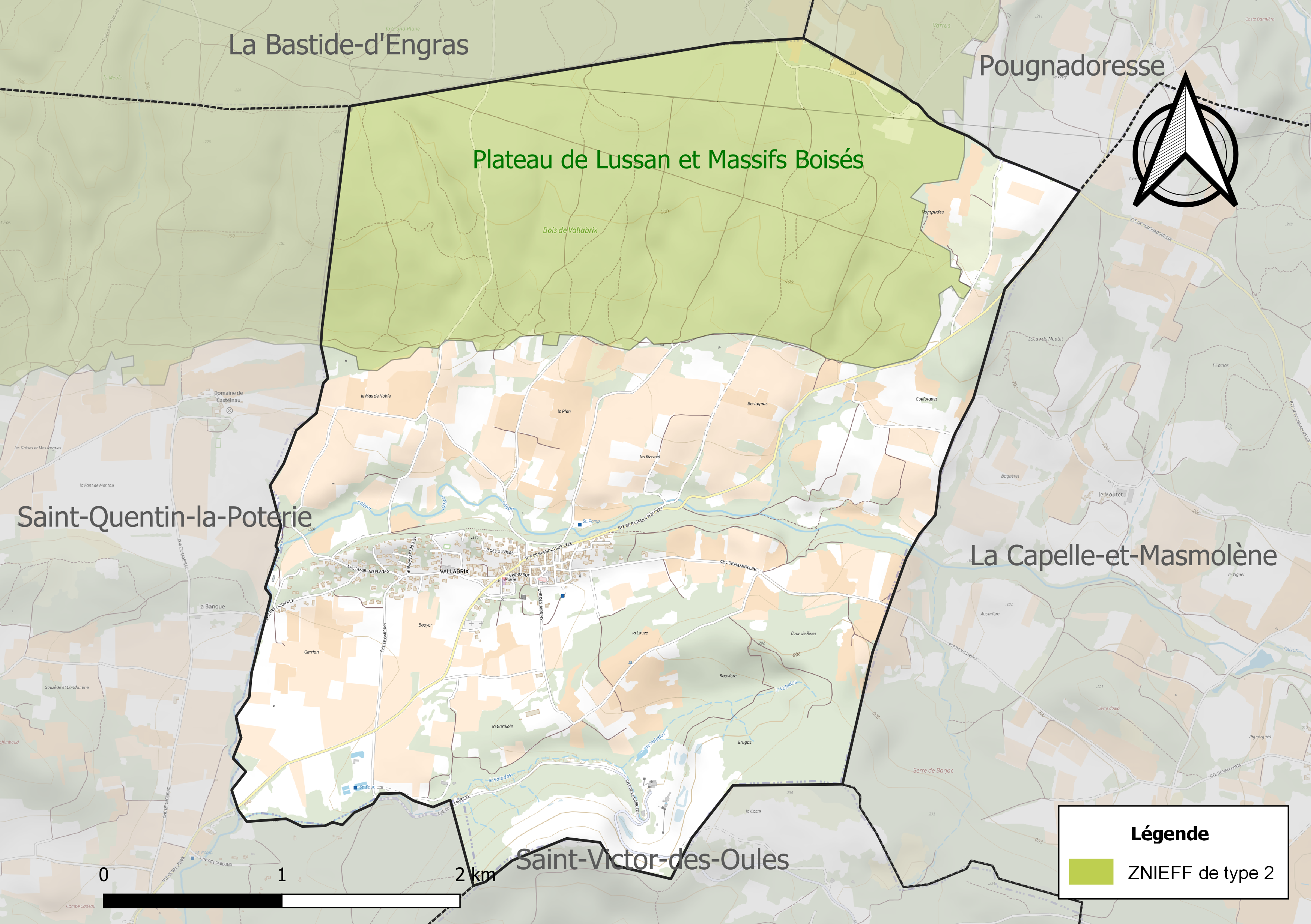
Carte de la ZNIEFF de type 2 localisée sur la commune.

L’inventaire des zones naturelles d'intérêt écologique, faunistique et floristique (ZNIEFF) a pour objectif de réaliser une couverture des zones les plus intéressantes sur le plan écologique, essentiellement dans la perspective d’améliorer la connaissance du patrimoine naturel national et de fournir aux différents décideurs un outil d’aide à la prise en compte de l’environnement dans l’aménagement du territoire.
Une ZNIEFF de type 2 est recensée sur la commune :
le « plateau de Lussan et Massifs Boisés » (37 159 ha), couvrant 40 communes du département.

## Urbanisme

### Typologie
Au 1er janvier 2024, Vallabrix est catégorisée commune rurale à habitat dispersé, selon la nouvelle grille communale de densité à sept niveaux définie par l'Insee en 2022.
Elle est située hors unité urbaine. Par ailleurs la commune fait partie de l'aire d'attraction d'Uzès, dont elle est une commune de la couronne,. Cette aire, qui regroupe 18 communes, est catégorisée dans les aires de moins de 50 000 habitants,.

### Occupation des sols
L'occupation des sols de la commune, telle qu'elle ressort de la base de données européenne d’occupation biophysique des sols Corine Land Cover (CLC), est marquée par l'importance des forêts et milieux semi-naturels (47,3 % en 2018), en augmentation par rapport à 1990 (43,4 %). La répartition détaillée en 2018 est la suivante : 
forêts (47,3 %), cultures permanentes (45,2 %), mines, décharges et chantiers (4 %), zones urbanisées (3,4 %), terres arables (0,2 %). L'évolution de l’occupation des sols de la commune et de ses infrastructures peut être observée sur les différentes représentations cartographiques du territoire : la carte de Cassini (XVIIIe siècle), la carte d'état-major (1820-1866) et les cartes ou photos aériennes de l'IGN pour la période actuelle (1950 à aujourd'hui).

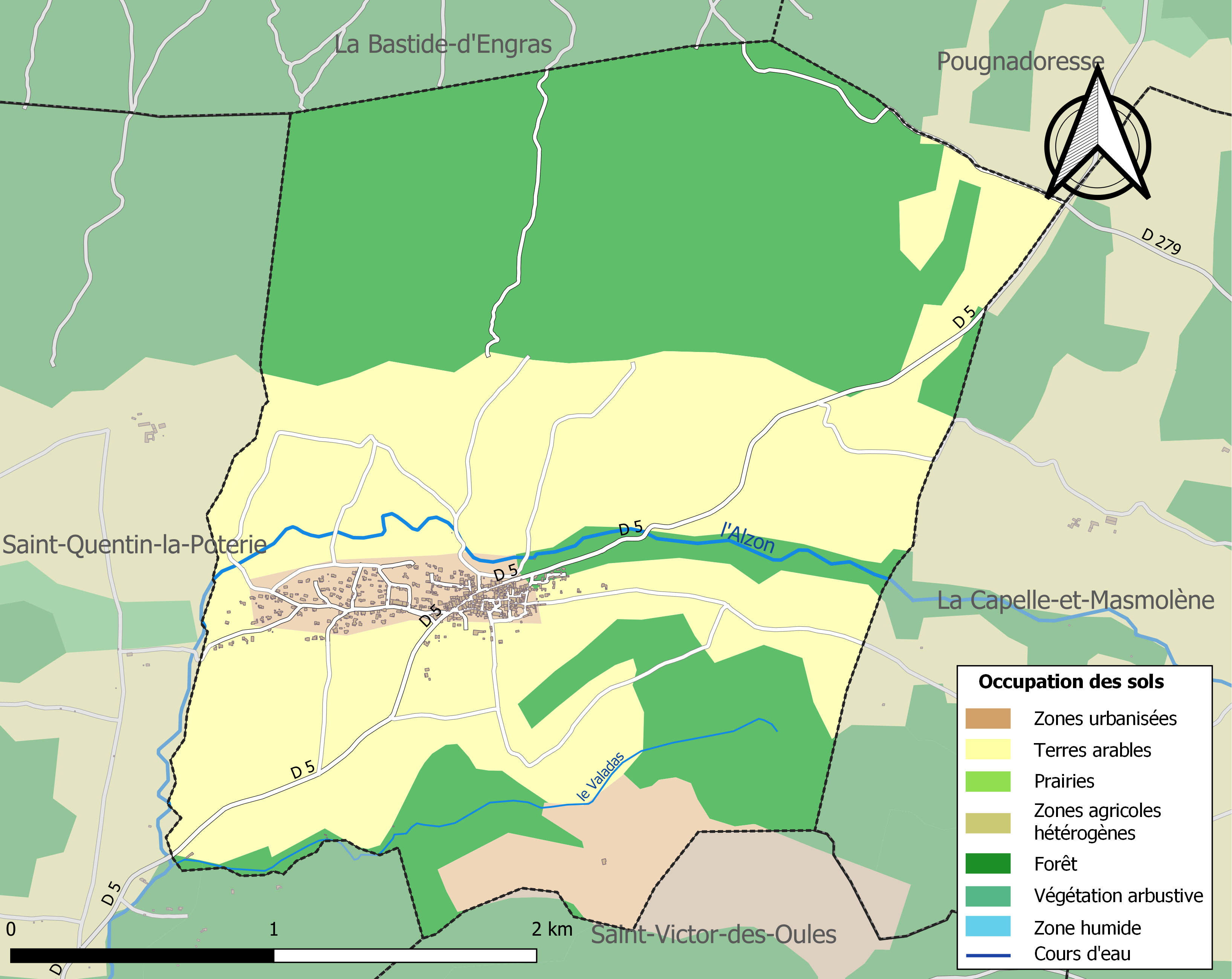
Carte des infrastructures et de l'occupation des sols de la commune en 2018 (CLC).

### Risques majeurs
Le territoire de la commune de Vallabrix est vulnérable à différents aléas naturels : météorologiques (tempête, orage, neige, grand froid, canicule ou sécheresse), inondations, feux de forêts, mouvements de terrains et séisme (sismicité modérée). Un site publié par le BRGM permet d'évaluer simplement et rapidement les risques d'un bien localisé soit par son adresse soit par le numéro de sa parcelle.
Certaines parties du territoire communal sont susceptibles d’être affectées par le risque d’inondation par débordement de cours d'eau et par une crue torrentielle ou à montée rapide de cours d'eau, notamment l'Alzon. La commune a été reconnue en état de catastrophe naturelle au titre des dommages causés par les inondations et coulées de boue survenues en 1982, 1983, 1998, 2002, 2008 et 2014,.

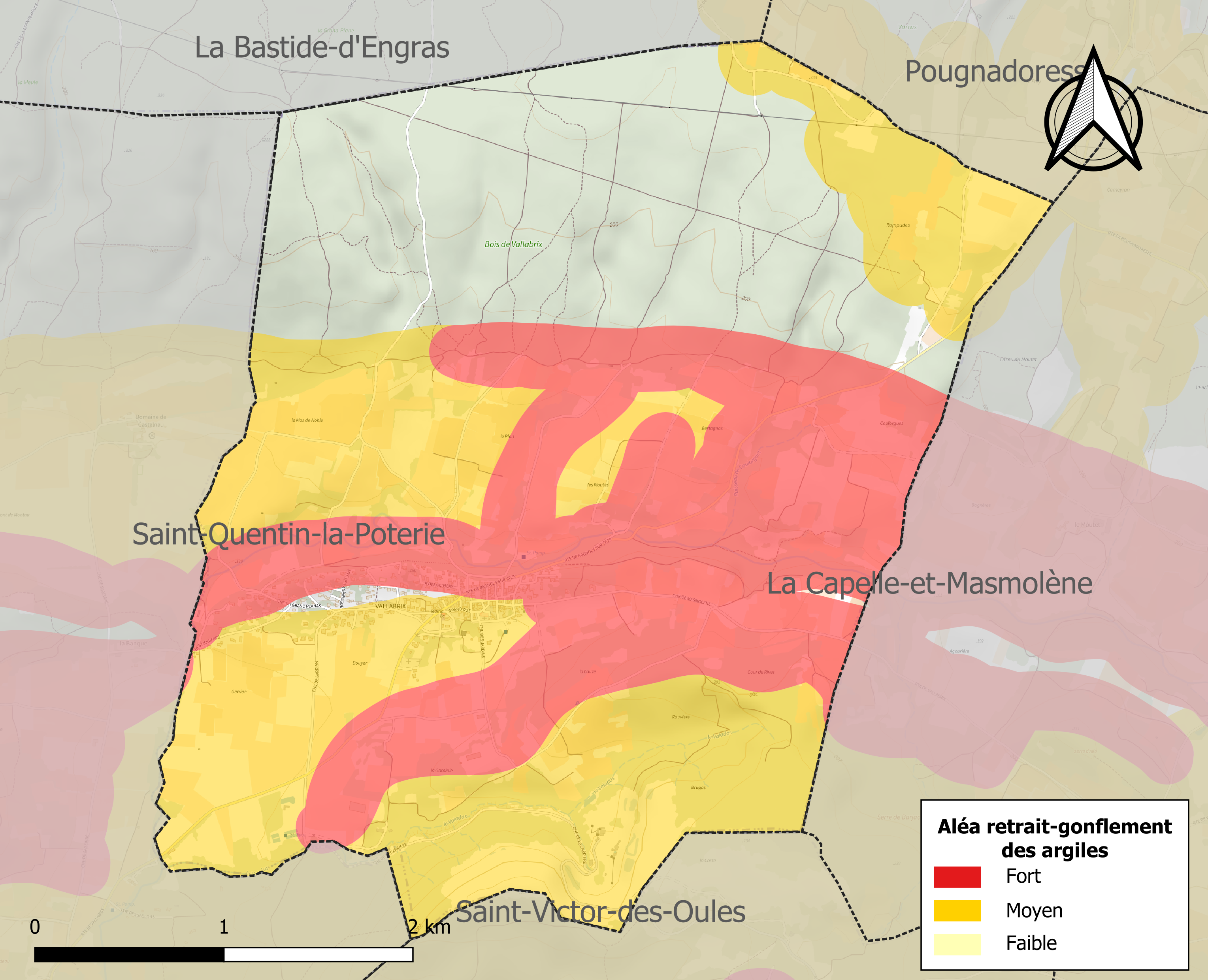
Carte des zones d'aléa retrait-gonflement des sols argileux de Vallabrix.

La commune est vulnérable au risque de mouvements de terrains constitué principalement du retrait-gonflement des sols argileux. Cet aléa est susceptible d'engendrer des dommages importants aux bâtiments en cas d’alternance de périodes de sécheresse et de pluie. 71,8 % de la superficie communale est en aléa moyen ou fort (67,5 % au niveau départemental et 48,5 % au niveau national). Sur les 249 bâtiments dénombrés sur la commune en 2019, 221 sont en aléa moyen ou fort, soit 89 %, à comparer aux 90 % au niveau départemental et 54 % au niveau national. Une cartographie de l'exposition du territoire national au retrait gonflement des sols argileux est disponible sur le site du BRGM,.
Par ailleurs, afin de mieux appréhender le risque d’affaissement de terrain, l'inventaire national des cavités souterraines permet de localiser celles situées sur la commune.
Concernant les mouvements de terrains, la commune a été reconnue en état de catastrophe naturelle au titre des dommages causés par la sécheresse en 2017 et par des mouvements de terrain en 1983.

## Histoire
Le nom de Vallabrix vient de Volo Briga, littéralement le village sur la hauteur appartenant à la famille (ou tribu) des Volo. Une plaque de marbre de l'époque carolingienne (IXe siècle) conforte cette hypothèse : il s'agit d'une donation faite par un comte à l'église d'Uzès St-Théodorit, donation pour ce qui concerne le village « dans sa totalité » (plaque apposée sur le mur d'une maison d'Uzès puis récupérée par Lionel d'Albouisse fin XIXe siècle ; on peut voir le texte dans son entier dans le Couradou de Vallabrix septembre 2014 - site internet Vallabrix fonds historique).

## Héraldique
| Blason de Vallabrix | Blason  | D'hermine au pal losangé d'or et de sinople.     |
| Blason de Vallabrix | Détails | Le statut officiel du blason reste à déterminer. |

## Économie

### Revenus
En 2018  (données Insee publiées en septembre 2021), la commune compte 183 ménages fiscaux, regroupant 431 personnes. La médiane du revenu disponible par unité de consommation est de 20 410 € (20 020 € dans le département).

### Emploi
|                | 2008   | 2013  | 2018   |
| -------------- | ------ | ----- | ------ |
| Commune        | 11,3 % | 8,5 % | 10,6 % |
| Département    | 10,6 % | 12 %  | 12 %   |
| France entière | 8,3 %  | 10 %  | 10 %   |

En 2018, la population âgée de 15 à 64 ans s'élève à 260 personnes, parmi lesquelles on compte 75,2 % d'actifs (64,6 % ayant un emploi et 10,6 % de chômeurs) et 24,8 % d'inactifs,. En  2018, le taux de chômage communal (au sens du recensement) des 15-64 ans est inférieur à celui du département, mais supérieur à celui de la France, alors qu'en 2008 il était supérieur à celui du département.
La commune fait partie de la couronne de l'aire d'attraction d'Uzès, du fait qu'au moins 15 % des actifs travaillent dans le pôle,. Elle compte 60 emplois en 2018, contre 76 en 2013 et 68 en 2008. Le nombre d'actifs ayant un emploi résidant dans la commune est de 170, soit un indicateur de concentration d'emploi de 35,3 % et un taux d'activité parmi les 15 ans ou plus de 56,6 %.
Sur ces 170 actifs de 15 ans ou plus ayant un emploi, 37 travaillent dans la commune, soit 22 % des habitants. Pour se rendre au travail, 92,2 % des habitants utilisent un véhicule personnel ou de fonction à quatre roues, 1,2 % les transports en commun, 3,6 % s'y rendent en deux-roues, à vélo ou à pied et 3 % n'ont pas besoin de transport (travail au domicile).

### Activités hors agriculture
44 établissements sont implantés  à Vallabrix au 31 décembre 2019. Le tableau ci-dessous en détaille le nombre par secteur d'activité et compare les ratios avec ceux du département,.
| Secteur d'activité                                                                                        | Commune | Commune | Département |
| Secteur d'activité                                                                                        | Nombre  | %       | %           |
| --- | ------- | ------- | ----------- |
| Ensemble                                                                                                  | 44      |         |             |
| Industrie manufacturière, industries extractives et autres                                                | 6       | 13,6 %  | (7,9 %)     |
| Construction                                                                                              | 13      | 29,5 %  | (15,5 %)    |
| Commerce de gros et de détail, transports, hébergement et restauration                                    | 6       | 13,6 %  | (30 %)      |
| Information et communication                                                                              | 1       | 2,3 %   | (2,2 %)     |
| Activités immobilières                                                                                    | 1       | 2,3 %   | (4,1 %)     |
| Activités spécialisées, scientifiques et techniques et activités de services administratifs et de soutien | 7       | 15,9 %  | (14,9 %)    |
| Administration publique, enseignement, santé humaine et action sociale                                    | 4       | 9,1 %   | (13,5 %)    |
| Autres activités de services                                                                              | 6       | 13,6 %  | (8,8 %)     |

Le secteur de la construction est prépondérant sur la commune puisqu'il représente 29,5 % du nombre total d'établissements de la commune (13 sur les 44 entreprises implantées  à Vallabrix), contre 15,5 % au niveau départemental.

### Agriculture
La commune est dans les Garrigues, une petite région agricole occupant le centre du département du Gard. En 2020, l'orientation technico-économique de l'agriculture  sur la commune est la culture de fruits ou d'autres cultures permanentes. 
|               | 1988 | 2000 | 2010 | 2020 |
| ------------- | ---- | ---- | ---- | ---- |
| Exploitations | 25   | 17   | 9    | 10   |
| SAU (ha)      | 375  | 295  | 216  | 190  |

Le nombre d'exploitations agricoles en activité et ayant leur siège dans la commune est passé de 25 lors du recensement agricole de 1988  à 17 en 2000 puis à 9 en 2010 et enfin à 10 en 2020, soit une baisse de 60 % en 32 ans. Le même mouvement est observé à l'échelle du département qui a perdu pendant cette période 61 % de ses exploitations,. La surface agricole utilisée sur la commune a également diminué, passant de 375 ha en 1988 à 190 ha en 2020. Parallèlement la surface agricole utilisée moyenne par exploitation a augmenté, passant de 15 à 19 ha.

## Politique et administration
| Période                                  | Période   | Identité        | Étiquette | Qualité                    |
| ---------------------------------------- | --------- | --------------- | --------- | -------------------------- |
| avant 1995                               | mars 2008 | Raymond Depasse | DVD       |                            |
| mars 2008                                | En cours  | Bernard Rieu    | PCF       | Retraité de l'enseignement |
| Les données manquantes sont à compléter. |           |                 |           |                            |

## Démographie
L'évolution du nombre d'habitants est connue à travers les recensements de la population effectués dans la commune depuis 1793. Pour les communes de moins de 10 000 habitants, une enquête de recensement portant sur toute la population est réalisée tous les cinq ans, les populations de référence des années intermédiaires étant quant à elles estimées par interpolation ou extrapolation. Pour la commune, le premier recensement exhaustif entrant dans le cadre du nouveau dispositif a été réalisé en 2005.

En 2022, la commune comptait 415 habitants, en évolution de −1,43 % par rapport à 2016 (Gard : +2,97 %, France hors Mayotte : +2,11 %).
| 1793 | 1800 | 1806 | 1821 | 1831 | 1836 | 1841 | 1846 | 1851 |
| ---- | ---- | ---- | ---- | ---- | ---- | ---- | ---- | ---- |
| 400  | 388  | 385  | 381  | 408  | 393  | 413  | 417  | 412  |

| 1856 | 1861 | 1866 | 1872 | 1876 | 1881 | 1886 | 1891 | 1896 |
| ---- | ---- | ---- | ---- | ---- | ---- | ---- | ---- | ---- |
| 403  | 428  | 447  | 380  | 371  | 335  | 346  | 328  | 316  |

| 1901 | 1906 | 1911 | 1921 | 1926 | 1931 | 1936 | 1946 | 1954 |
| ---- | ---- | ---- | ---- | ---- | ---- | ---- | ---- | ---- |
| 297  | 318  | 284  | 238  | 245  | 254  | 250  | 198  | 221  |

| 1962 | 1968 | 1975 | 1982 | 1990 | 1999 | 2005 | 2006 | 2010 |
| ---- | ---- | ---- | ---- | ---- | ---- | ---- | ---- | ---- |
| 227  | 205  | 198  | 216  | 309  | 341  | 358  | 365  | 379  |

| 2015 | 2020 | 2022 | - | - | - | - | - | - |
| ---- | ---- | ---- | - | - | - | - | - | - |
| 418  | 417  | 415  | - | - | - | - | - | - |

## Culture locale et patrimoine

### Lieux et monuments
- L'église Saint-Étienne de Vallabrix IXe – XIe siècle - agrandie milieu du XIXe siècle - une fontaine condamine du XVIIe siècle avec lavoir et canalette modifiés milieu et fin XIXe -

Façade Renaissance du XVIe siècle dans un restant de fort, remparts et maison seigneuriale au cœur du village - 
1209 fief de Raymond VI qui le détenait de l'évêque d'Uzès - le fort Castrum Valabriero existait déjà à cette époque - 1536 fief principal de Mathieu de Bargeton, anobli en 1533 par François Ier -  Les Bargeton viennent d'une vieille famille cévenole (en gaulois Barge= meule de foin et non bateau) propriétaires terriens, maîtres drapiers, très impliqués dans les guerres de religion de la fin du XVIe - début XVIIe sur l'Uzège, protestants mais fidèles à François d'Anjou, Henri IV - Ambroise Bargeton cousin de Mathieu sera médecin de François Ier - Un autre Bargeton de la branche roturière sera un éminent juriste sous Louis XV - Pendant la guerre de Cent Ans (1340-1440), la population de Vallabrix passe de 340 habitants répartis en 68 feux à 18 habitants répartis en 5 feux.
(Sources archives départementales du Gard - Couradou de Vallabrix, site de Vallabrix : fonds historique ou médiathèque de Vallabrix - généalogie de Mathieu de Bargeton : Couradou de Vallabrix ou archives communales d'Uzès...).
- Le château de Vallabris à Vallabris - 30700.